# Średni błąd średniej
Średni błąd średniej (dokładniej średni błąd kwadratowy wartości średniej lub odchylenie standardowe wartości średniej) – statystyka obliczana dla serii pomiarów, które podlegają przypadkowym odchyleniom od wartości oczekiwanej, zgodnie ze wzorem
{\displaystyle {\overline {s}}_{\overline {x}}={\sqrt {\frac {\sum \limits _{i}^{n}{\left(x_{i}-{\overline {x}}\right)^{2}}}{n\left(n-1\right)}}},}
gdzie:
{\displaystyle x_{i}} – wartość {\displaystyle i}-tego pomiaru,
{\displaystyle {\overline {x}}} – średnia wartość {\displaystyle x} dla całej serii pomiarowej,
{\displaystyle n} – liczba pomiarów w serii.
Średni błąd średniej (odchylenie standardowe wartości średniej) związany jest z odchyleniem standardowym w próbie zależnością
{\displaystyle {\overline {s}}_{\overline {x}}={\frac {s_{x}}{\sqrt {n}}}.}
Powyższe zależności dotyczą sytuacji, gdy liczba pomiarów (prób) jest na tyle duża, że zgodnie z centralnym twierdzeniem granicznym zastosowanie ma rozkład normalny. W przeciwnym przypadku, gdy liczba pomiarów {\displaystyle n<30,} średni błąd kwadratowy wartości średniej musi być wyznaczany z rozkładu Studenta. Oznacza to konieczność pomnożenia błędu przez współczynnik wynikający z rozkładu Studenta.
Wartość średniej zaokrąglana jest do poziomu błędu, natomiast wynik pomiaru zapisywany jest w postaci
{\displaystyle {\overline {x}}\pm {\overline {s}}_{\overline {x}}.}
W fizyce błąd zaokrąglany jest w górę do jednej cyfry znaczącej (lub dwóch, gdy zmiana wartości błędu wyniosłaby mniej niż 10%).